# Crystallographic Information File
Pour les articles homonymes, voir CIF.

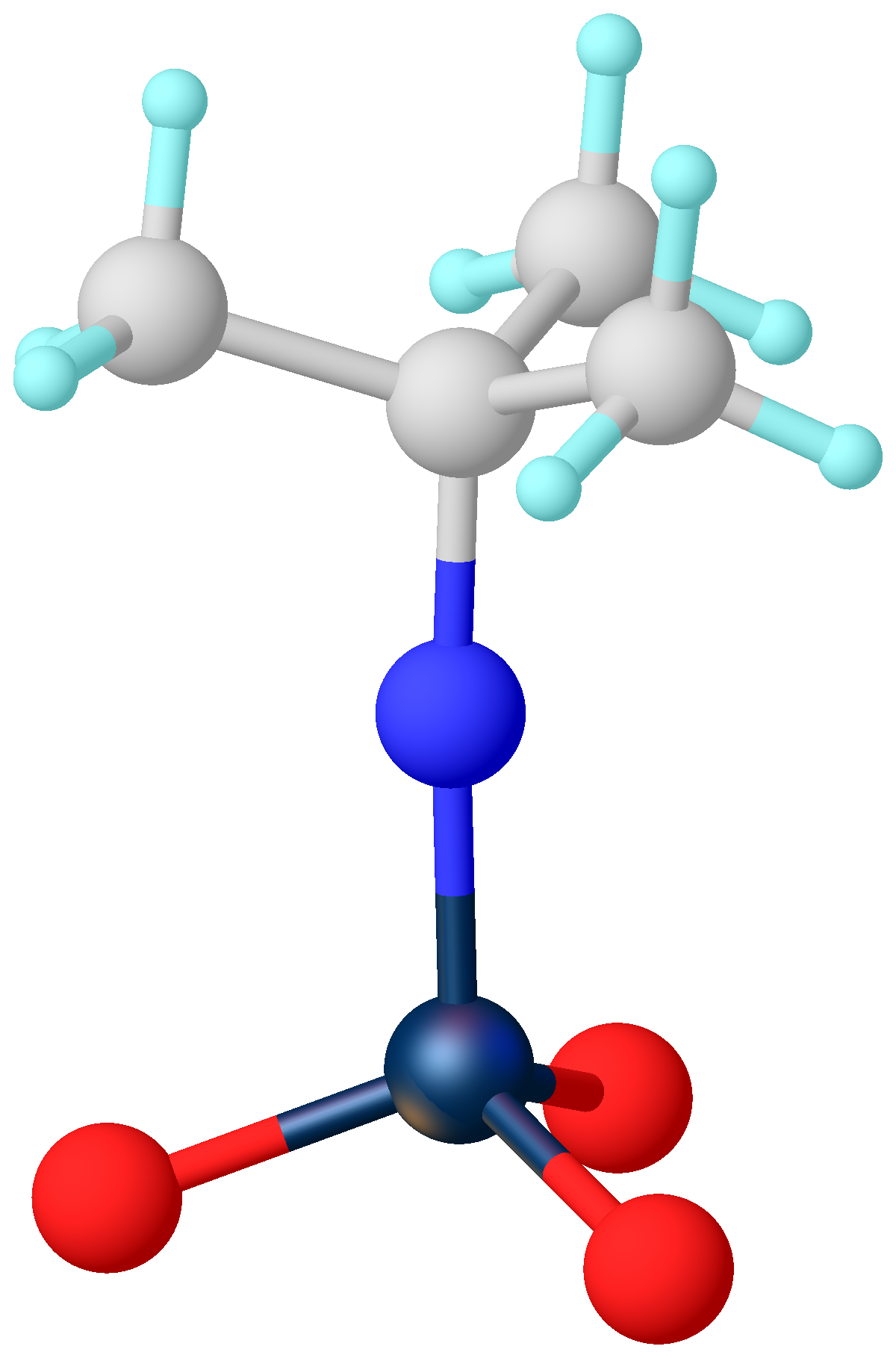

Crystallographic Information File (CIF) est un format de fichier texte standard pour échanger des informations sur la structure des cristaux prescrit par l'Union internationale de cristallographie (IUCr).

## Historique
Le format CIF fut développé par le groupe de travail sur l'information cristallographique de l'IUCr (IUCr Working Party on Crystallographic Information) dans un effort sponsorisé par la commission pour les données cristallographiques de l'IUCr (IUCr Commission on Crystallographic Data) et la commission pour les journaux de l'IUCr (IUCr Commission on Journals). Ce format de fichier fut publié pour la première fois par Hall, Allen et Brown et a depuis été révisé, la version actuelle étant la version 1.1. La description complète du format est disponible sur le site de l'IUCr. Plusieurs programmes de représentation visuelle de molécules et de cristaux sont compatibles avec ce format, dont Jmol. 
Le format mmCIFpour les macromolécules, alternatif au format utilisé pour la banque de données PDB, est très proche du format CIF. Le Crystallographic Information Framework est également en rapport étroit avec le sujet. Il s'agit un système de protocoles d'échange basés sur des dictionnaires de données et les règles afférentes qu'on peut exprimer sous divers formats informatiques, en particulier CIF et XML.

## Contenu d'un fichier CIF
À partir du fichier CIF d'un cristal, il doit être possible de décrire complètement sa structure cristalline. On y retrouve donc principalement les informations suivantes :
- formule chimique (brute et/ou structurale) ;
- paramètres de la maille conventionnelle, à partir desquels le volume de la maille peut être calculé ;
- nombre d'unités formulaires par maille, Z, qui permet, avec les informations précédentes, de calculer la densité du cristal ;
- groupe d'espace, à partir duquel se déduisent le réseau de Bravais et la classe cristalline ;
- position des atomes dans l'unité asymétrique de la maille ; la position des autres atomes dans la maille peut être déterminée en appliquant les opérations de symétrie du groupe d'espace. À partir de la position des atomes, il est possible de calculer les longueurs et les angles de liaison entre les atomes et de déterminer les polyèdres de coordination pour chaque atome.

D'autres informations sont aussi souvent présentes :
- le nombre d'oxydation des atomes ;
- les paramètres de déplacement atomiques, isotropes ou anisotropes (agitation thermique, etc.).